# 石湾站 (赫尔辛基地铁)
石湾地铁站（芬蘭語：Kivenlahden metroasema），是芬兰赫爾辛基地鐵西线地铁延展线上的地下终点站。该站开通于2022年12月3日，位于埃斯波湾站西边1公里处，靠近埃斯波和基爾科努米的市镇边界线。

## 图集

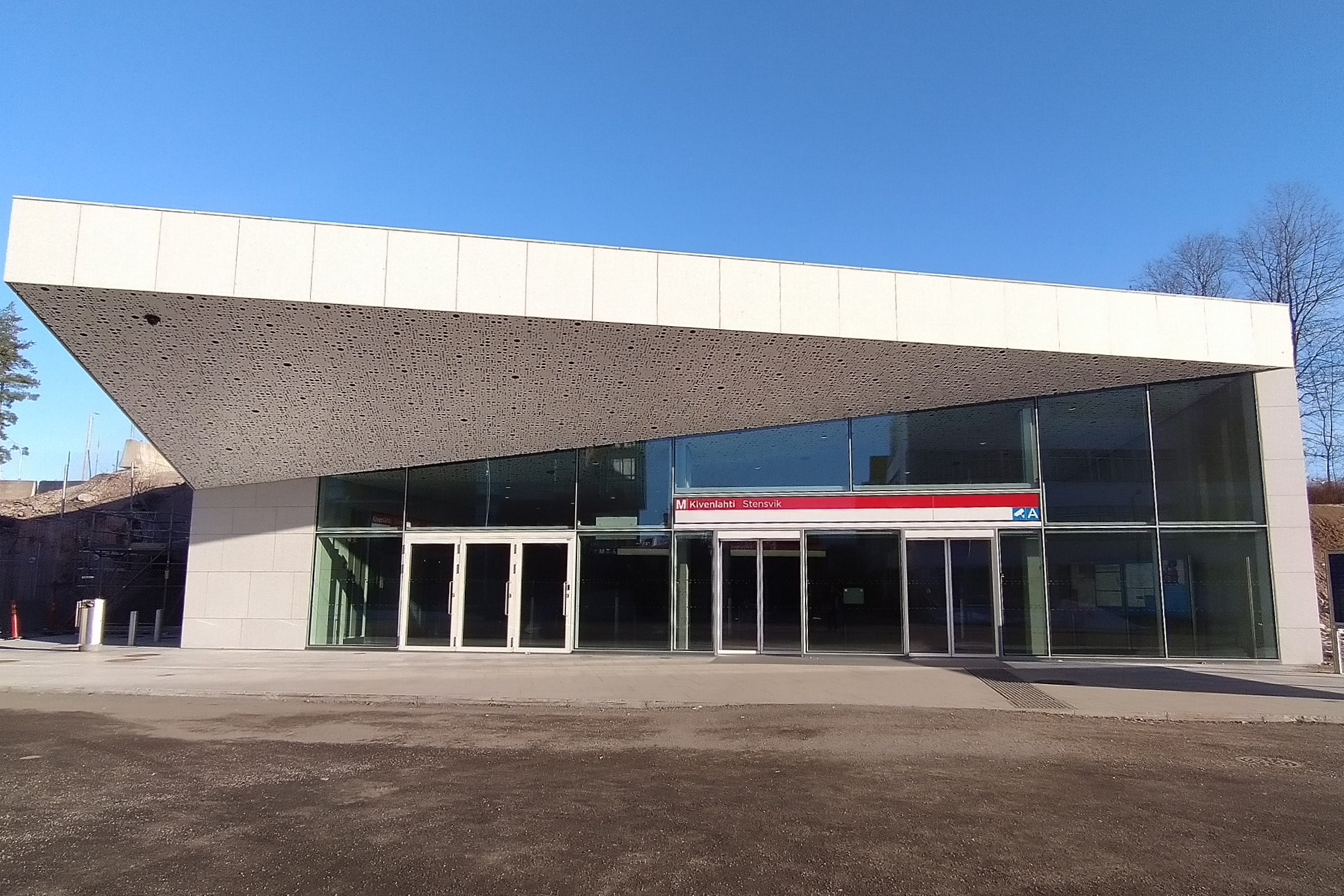
入口
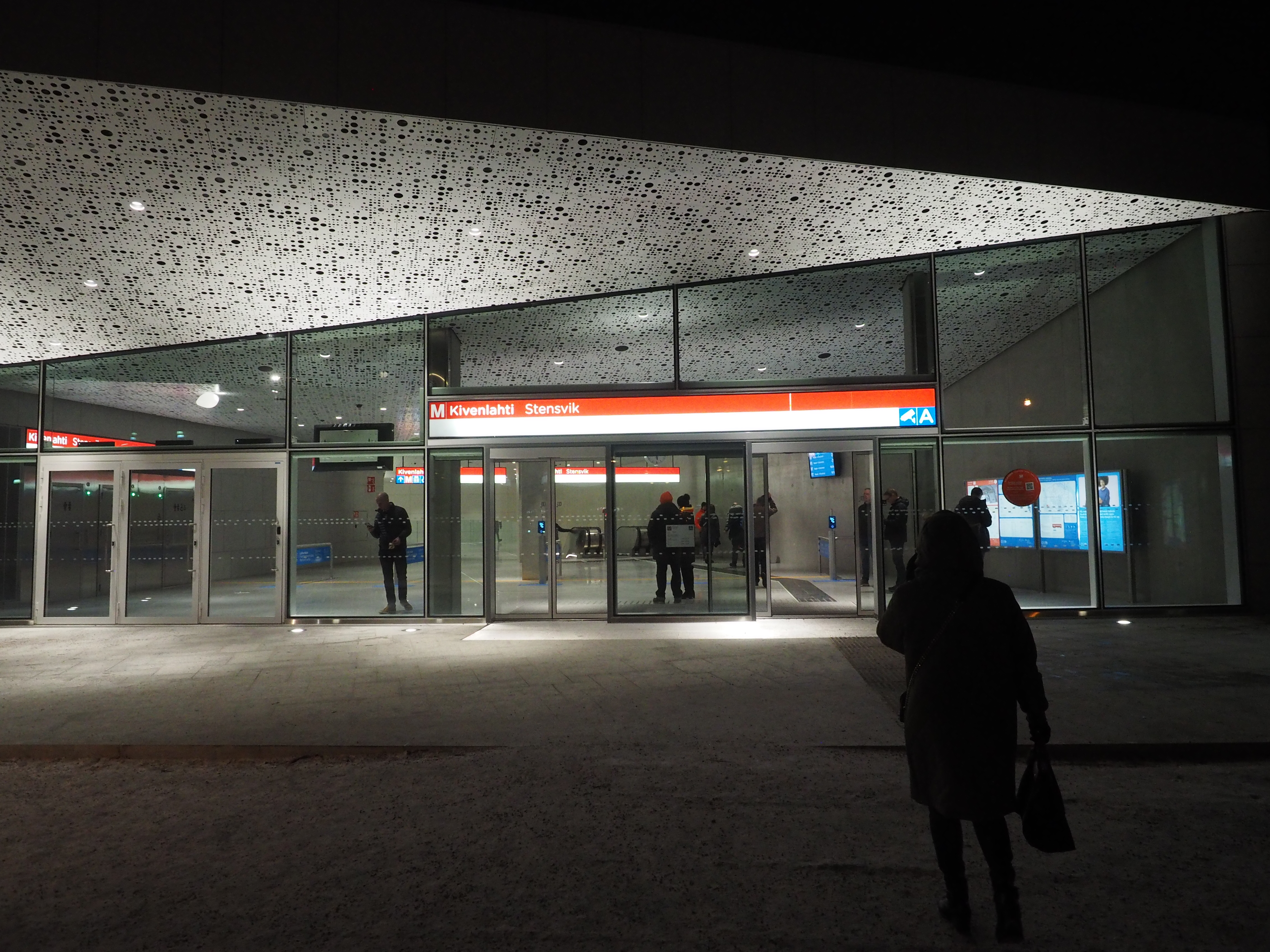
内部入口
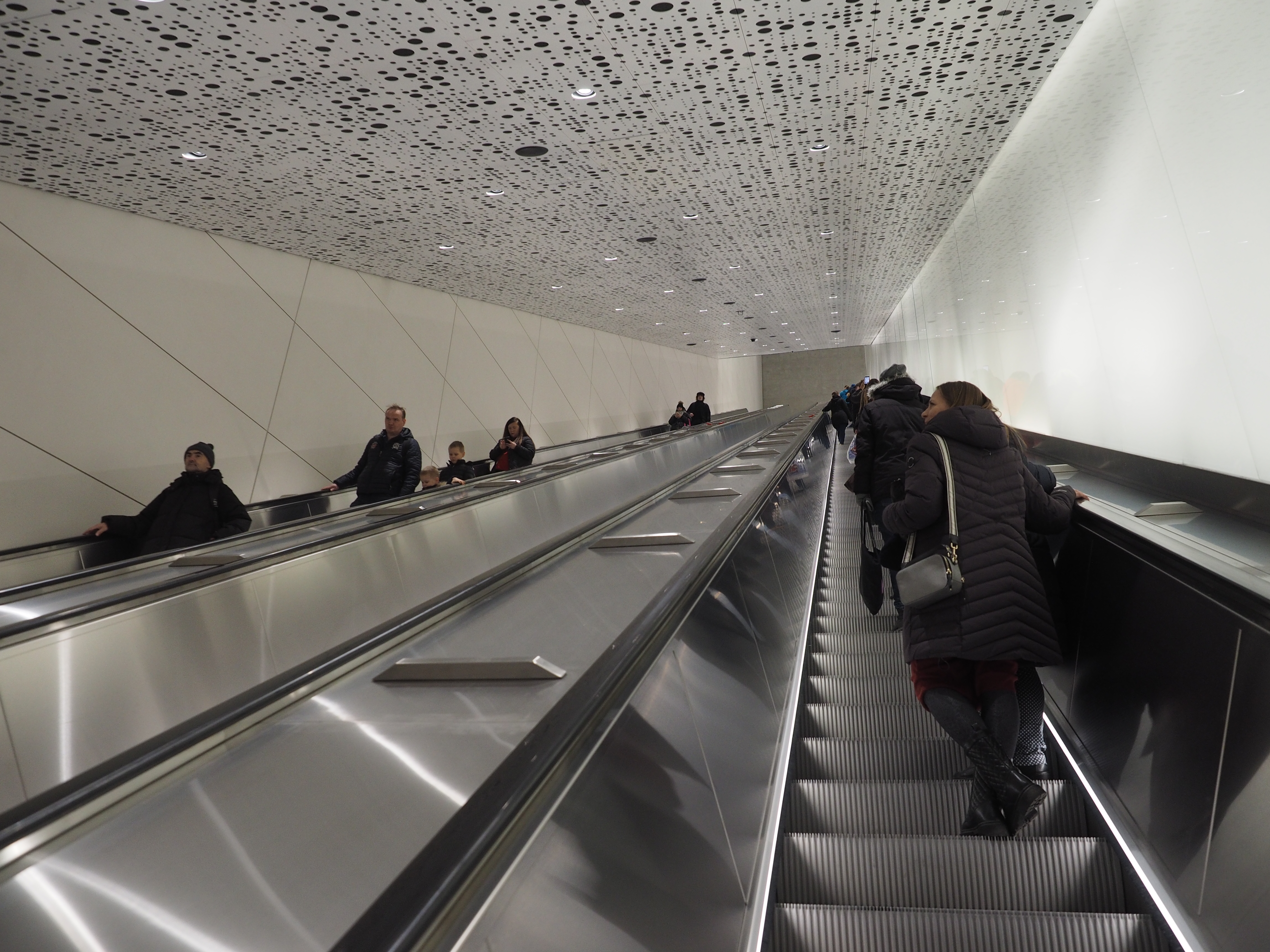
扶梯